# Temporada 2022 de Fórmula 1

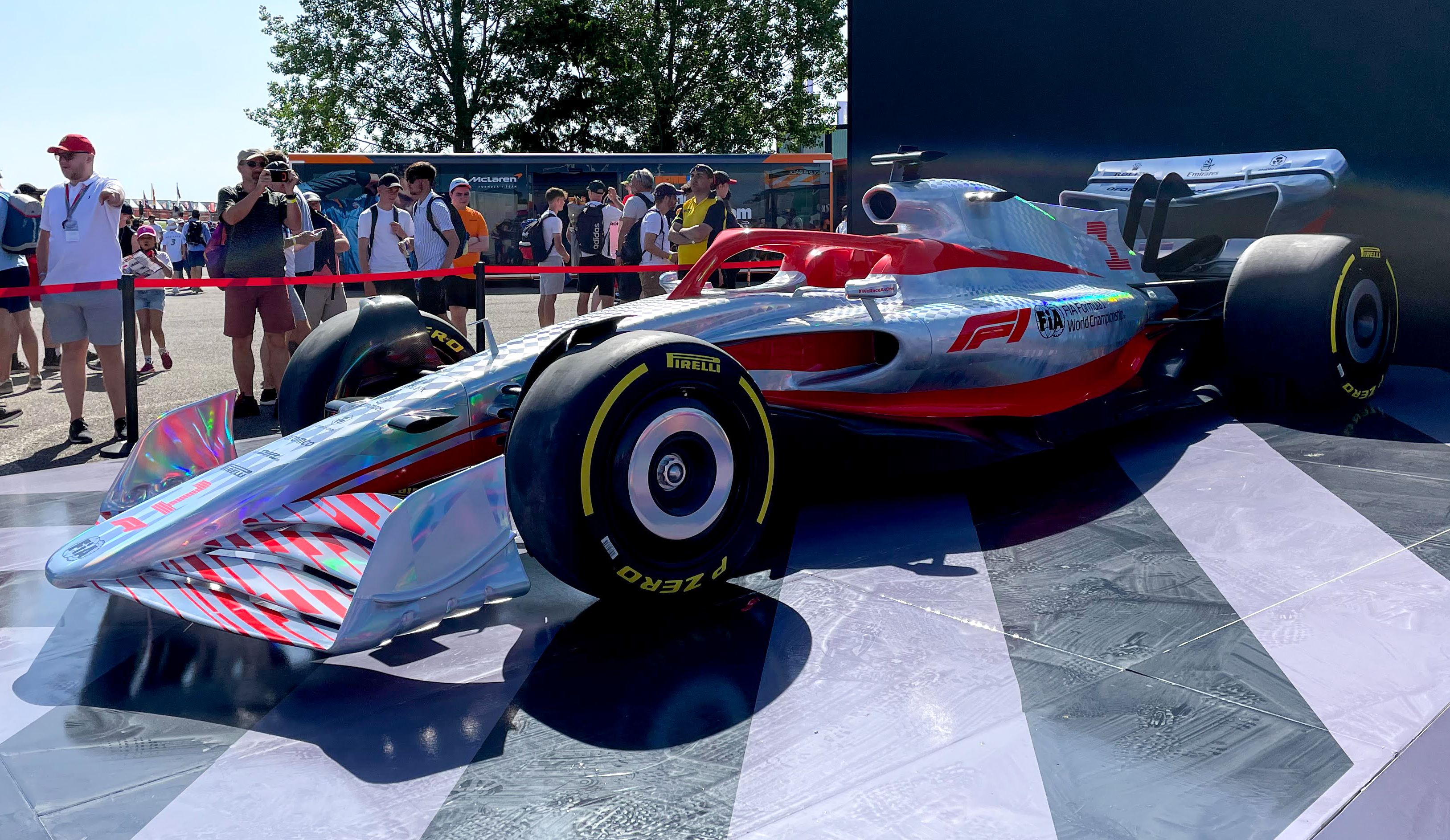
Maqueta a tamaño real del aspecto de los monoplazas con el nuevo reglamento.

La temporada 2022 de Fórmula 1 fue la 73.ª temporada del Campeonato Mundial de Fórmula 1 de la historia, organizada por la Federación Internacional del Automóvil (FIA).

## Escuderías y pilotos
Los siguientes constructores y pilotos están actualmente bajo contrato para competir en el Campeonato Mundial de 2022. Todos los equipos competirán con neumáticos suministrados por Pirelli. Será la primera vez, desde 2014 que el piloto defensor del título utilice el número 1 en su monoplaza.
| Escudería                                      | Chasis              | Chasis | Motor               | Neu. | N.º | Pilotos          | Siglas | Rondas      | Pilotos de pruebas                                   |
| ---------------------------------------------- | ------------------- | ------ | ------------------- | ---- | --- | ---------------- | ------ | ----------- | ---------------------------------------------------- |
| Mercedes-AMG Petronas Formula One Team         | Mercedes            | W13    | Mercedes-AMG F1 M13 | P    | 44  | Lewis Hamilton   | HAM    | Todas       | Nyck de Vries Frederik Vesti                         |
| Mercedes-AMG Petronas Formula One Team         | Mercedes            | W13    | Mercedes-AMG F1 M13 | P    | 63  | George Russell   | RUS    | Todas       | Nyck de Vries Frederik Vesti                         |
| Oracle Red Bull Racing                         | Red Bull            | RB18   | Red Bull RBPTH001   | P    | 1   | Max Verstappen   | VER    | Todas       | Jüri Vips Liam Lawson                                |
| Oracle Red Bull Racing                         | Red Bull            | RB18   | Red Bull RBPTH001   | P    | 11  | Sergio Pérez     | PER    | Todas       | Jüri Vips Liam Lawson                                |
| Scuderia Ferrari                               | Ferrari             | F1-75  | Ferrari 066/7       | P    | 16  | Charles Leclerc  | LEC    | Todas       | Robert Shwartzman                                    |
| Scuderia Ferrari                               | Ferrari             | F1-75  | Ferrari 066/7       | P    | 55  | Carlos Sainz Jr. | SAI    | Todas       | Robert Shwartzman                                    |
| McLaren F1 Team                                | McLaren             | MCL36  | Mercedes-AMG F1 M13 | P    | 3   | Daniel Ricciardo | RIC    | Todas       | Álex Palou Patricio O'Ward Oscar Piastri             |
| McLaren F1 Team                                | McLaren             | MCL36  | Mercedes-AMG F1 M13 | P    | 4   | Lando Norris     | NOR    | Todas       | Álex Palou Patricio O'Ward Oscar Piastri             |
| BWT Alpine F1 Team                             | Alpine              | A522   | Renault E-Tech RE22 | P    | 14  | Fernando Alonso  | ALO    | Todas       | Jack Doohan Pierre Gasly                             |
| BWT Alpine F1 Team                             | Alpine              | A522   | Renault E-Tech RE22 | P    | 31  | Esteban Ocon     | OCO    | Todas       | Jack Doohan Pierre Gasly                             |
| Scuderia AlphaTauri                            | AlphaTauri          | AT03   | Red Bull RBPTH001   | P    | 10  | Pierre Gasly     | GAS    | Todas       | Liam Lawson Nyck de Vries                            |
| Scuderia AlphaTauri                            | AlphaTauri          | AT03   | Red Bull RBPTH001   | P    | 22  | Yuki Tsunoda     | TSU    | Todas       | Liam Lawson Nyck de Vries                            |
| Aston Martin Aramco Cognizant Formula One Team | Aston Martin Aramco | AMR22  | Mercedes-AMG F1 M13 | P    | 5   | Sebastian Vettel | VET    | 3-22        | Nyck de Vries Felipe Drugovich Fernando Alonso       |
| Aston Martin Aramco Cognizant Formula One Team | Aston Martin Aramco | AMR22  | Mercedes-AMG F1 M13 | P    | 18  | Lance Stroll     | STR    | Todas       | Nyck de Vries Felipe Drugovich Fernando Alonso       |
| Aston Martin Aramco Cognizant Formula One Team | Aston Martin Aramco | AMR22  | Mercedes-AMG F1 M13 | P    | 27  | Nico Hülkenberg  | HÜL    | 1-2         | Nyck de Vries Felipe Drugovich Fernando Alonso       |
| Williams Racing                                | Williams            | FW44   | Mercedes-AMG F1 M13 | P    | 6   | Nicholas Latifi  | LAT    | Todas       | Nyck de Vries Logan Sargeant                         |
| Williams Racing                                | Williams            | FW44   | Mercedes-AMG F1 M13 | P    | 23  | Alexander Albon  | ALB    | 1-15, 17-22 | Nyck de Vries Logan Sargeant                         |
| Williams Racing                                | Williams            | FW44   | Mercedes-AMG F1 M13 | P    | 45  | Nyck de Vries    | DEV    | 16          | Nyck de Vries Logan Sargeant                         |
| Alfa Romeo F1 Team ORLEN                       | Alfa Romeo          | C42    | Ferrari 066/7       | P    | 24  | Guanyu Zhou      | ZHO    | Todas       | Robert Kubica Théo Pourchaire                        |
| Alfa Romeo F1 Team ORLEN                       | Alfa Romeo          | C42    | Ferrari 066/7       | P    | 77  | Valtteri Bottas  | BOT    | Todas       | Robert Kubica Théo Pourchaire                        |
| Haas F1 Team                                   | Haas                | VF-22  | Ferrari 066/7       | P    | 20  | Kevin Magnussen  | MAG    | Todas       | Pietro Fittipaldi Antonio Giovinazzi Nico Hülkenberg |
| Haas F1 Team                                   | Haas                | VF-22  | Ferrari 066/7       | P    | 47  | Mick Schumacher  | MSC    | Todas       | Pietro Fittipaldi Antonio Giovinazzi Nico Hülkenberg |
| Fuentes:                                       |                     |        |                     |      |     |                  |        |             |                                                      |

### Cambios de Grandes Premios
- Se incorporó al calendario el Gran Premio de Miami en el Autódromo Internacional de Miami, ubicado en el estacionamiento del Hard Rock Stadium.[39]
- Se adelantó la fecha del Gran Premio de Arabia Saudita que pasó de ser la penúltima fecha del calendario 2021 a ser la segunda fecha de este calendario.[40]
- Los Grandes Premios de Australia, Canadá, Japón y Singapur, que se cancelaron en 2020 y 2021, vuelven de nuevo al calendario.
- Los Grandes Premios de Catar, Estiria, Portugal y Turquía, que entraron como sustitutos en 2021, se quedan fuera del calendario. No obstante, en 2023, volverá el Gran Premio de Catar.
- Debido a las actuales condiciones de la pandemia por COVID-19, el Gran Premio de China tampoco se disputará en 2022. Volverá en 2024.
- Los Grandes Premios de Emilia-Romaña, Austria y São Paulo se correrán bajo el formato sprint.[41]
- Debido al conflicto bélico entre Rusia y Ucrania, la FIA decidió cancelar el Gran Premio de Rusia a disputarse el 25 de septiembre y todas las ediciones futuras de este Gran Premio.[42]
- El 18 de mayo se confirmó que el Gran Premio de Rusia no tendrá ningún reemplazo y el calendario tendrá solamente 22 carreras.[43]

### Cambios de pilotos
- Al finalizar la temporada 2021, Kimi Räikkönen se retiró de la F1 tras estar 19 temporadas.[44] Su lugar en la escudería Alfa Romeo es ocupado por Valtteri Bottas, quien dejó Mercedes después de cinco temporadas.[32]
- George Russell, proveniente de Williams, fichó por Mercedes para ocupar el asiento que dejó libre Valtteri Bottas.[5]
- Alexander Albon regresó a la categoría, tras una temporada fuera, para ocupar el asiento que dejó vacante George Russell en Williams.[27]
- Guanyu Zhou es el único piloto titular que debuta en la categoría. El piloto chino ocupa el lugar de Antonio Giovinazzi en el equipo Alfa Romeo.[30]
- Luego de los acontecimientos bélicos entre Rusia y Ucrania, el equipo Haas tomó la decisión de rescindir el contrato de su principal patrocinador y conllevó a dejar sin asiento al piloto ruso Nikita Mazepin.[45]
- Kevin Magnussen regresó a la categoría, tras una temporada fuera, para ocupar el asiento que dejó vacante Nikita Mazepin en Haas.[34]
- Nico Hülkenberg sustituyó a Sebastian Vettel durante las dos primeras carreras de la temporada luego de que el alemán diera positivo en COVID-19.[25]
- Nyck de Vries debutó en la F1 en sustitución de Alexander Albon en Williams en el GP de Italia luego de que el tailandés sufriera un apendicitis.[28]

### Cambios de escuderías
- Aston Martin añadió a la empresa Aramco como segundo patrocinador y pasó a llamarse «Aston Martin Aramco Cognizant Formula One Team».[46]
- Red Bull agregó a la multinacional Oracle Corporation como patrocinador principal, y pasó a llamarse «Oracle Red Bull Racing».[47]
- La empresa BWT se unió a Alpine como principal patrocinador y pasó a llamarse «BWT Alpine F1 Team».[48]
- Haas anunció en un comunicado que dejó de ser patrocinado por la empresa Uralkali, debido al conflicto bélico entre Rusia y Ucrania, lo que hace que vuelva a llamarse «Haas F1 Team».[49]

### Cambios de motores
- Honda anunció que no suministrarán unidades de potencia más allá de 2021. La compañía había proporcionado unidades de potencia a la Scuderia AlphaTauri (anteriormente llamada Scuderia Toro Rosso) desde 2018 y a Red Bull Racing desde 2019. Red Bull se hará cargo del programa de motores de Honda y lo administrará, creando internamente una nueva división llamada Red Bull Powertrains Limited. La decisión se tomó después de presionar a los otros nueve equipos para negociar un congelamiento del desarrollo del motor hasta 2025. Red Bull Racing reconoció que hubieran abandonado el campeonato si no se hubiera acordado el congelamiento del desarrollo del motor, ya que carecían de la capacidad para desarrollar una marca de motor nuevo y no estaban dispuestos a volver a ser clientes de Renault.[50]

## Calendario de presentaciones
El calendario de presentaciones para la temporada 2022 fue el siguiente:
| Escudería    | Chasis | Imagen | Fecha         | Lugar       |
| ------------ | ------ | ------ | ------------- | ----------- |
| Haas         | VF-22  |        | 4 de febrero  | En línea    |
| Red Bull     | RB18   |        | 9 de febrero  | En línea    |
| Aston Martin | AMR22  |        | 10 de febrero | Gaydon      |
| McLaren      | MCL36  |        | 11 de febrero | Woking      |
| AlphaTauri   | AT03   |        | 14 de febrero | Faenza      |
| Williams     | FW44   |        | 15 de febrero | En línea    |
| Ferrari      | F1-75  |        | 17 de febrero | Maranello   |
| Mercedes     | W13    |        | 18 de febrero | Silverstone |
| Alpine       | A522   |        | 21 de febrero | París       |
| Alfa Romeo   | C42    |        | 27 de febrero | En línea    |

## Entrenamientos

### Pretemporada
Las pruebas de pretemporada se disputaron del 23 al 25 de febrero de 2022 en el circuito de Barcelona-Cataluña, Montmeló (España) y del 10 al 12 de marzo en el circuito Internacional de Baréin, Sakhir (Baréin).
| N.º | Circuito                                            | Mapa del circuito    | Resultados    | Resultados | Resultados       | Resultados       | Resultados  | Resultados   | Resultados | Resultados |
| --- | --------------------------------------------------- | -------------------- | ------------- | ---------- | ---------------- | ---------------- | ----------- | ------------ | ---------- | ---------- |
| 1   | Circuito de Barcelona-Cataluña Longitud: 4,627 km   |                      | Fecha         | Fecha      | N.º              | Piloto           | Constructor | Mejor tiempo | Neu.       | Vueltas    |
| 1   | Circuito de Barcelona-Cataluña Longitud: 4,627 km   | Día 1                | 23 de febrero | 4          | Lando Norris     | McLaren-Mercedes | 1:19.568    | S            | 103        |            |
| 1   | Circuito de Barcelona-Cataluña Longitud: 4,627 km   | Día 2                | 24 de febrero | 16         | Charles Leclerc  | Ferrari          | 1:19.689    | M            | 79         |            |
| 1   | Circuito de Barcelona-Cataluña Longitud: 4,627 km   | Día 3                | 25 de febrero | 44         | Lewis Hamilton   | Mercedes         | 1:19.138    | S            | 94         |            |
| 1   | Circuito de Barcelona-Cataluña Longitud: 4,627 km   | Resultados completos |               |            |                  |                  |             |              |            |            |
| 2   | Circuito Internacional de Baréin Longitud: 5,412 km |                      | Fecha         | Fecha      | N.º              | Piloto           | Constructor | Mejor tiempo | Neu.       | Vueltas    |
| 2   | Circuito Internacional de Baréin Longitud: 5,412 km | Día 1                | 10 de marzo   | 10         | Pierre Gasly     | AlphaTauri-RBPT  | 1:33.902    | S            | 103        |            |
| 2   | Circuito Internacional de Baréin Longitud: 5,412 km | Día 2                | 11 de marzo   | 55         | Carlos Sainz Jr. | Ferrari          | 1:33.532    | S            | 60         |            |
| 2   | Circuito Internacional de Baréin Longitud: 5,412 km | Día 3                | 12 de marzo   | 1          | Max Verstappen   | Red Bull-RBPT    | 1:31.720    | S            | 53         |            |
| 2   | Circuito Internacional de Baréin Longitud: 5,412 km | Resultados completos |               |            |                  |                  |             |              |            |            |

### Postemporada
| Circuito                               | Mapa del circuito | Resultados | Resultados       | Resultados | Resultados  | Resultados   | Resultados | Resultados |
| -------------------------------------- | ----------------- | ---------- | ---------------- | ---------- | ----------- | ------------ | ---------- | ---------- |
| Circuito Yas Marina Longitud: 5,281 km |                   | Fecha      | N.º              | Piloto     | Constructor | Mejor tiempo | Neu.       | Vueltas    |
| Circuito Yas Marina Longitud: 5,281 km | 22 de noviembre   | 55         | Carlos Sainz Jr. | Ferrari    | 1:25.245    | M            | 65         |            |

## Calendario

Los países que acogerán un Gran Premio esta temporada están coloreados de verde con la ubicación del circuito señalada con un punto negro; los países que han acogido alguna vez un Gran Premio están coloreados de gris oscuro.

| Ronda               | Gran Premio                        | Circuito                                        | Fecha            |
| ------------------- | ---------------------------------- | ----------------------------------------------- | ---------------- |
| 1                   | Gran Premio de Baréin              | Circuito Internacional de Baréin, Sakhir        | 20 de marzo      |
| 2                   | Gran Premio de Arabia Saudita      | Circuito de la Corniche de Yeda, Yeda           | 27 de marzo      |
| 3                   | Gran Premio de Australia           | Circuito de Albert Park, Melbourne              | 10 de abril      |
| 4                   | Gran Premio de Emilia-Romaña       | Autodromo Enzo e Dino Ferrari, Imola            | 24 de abril      |
| 5                   | Gran Premio de Miami               | Autódromo Internacional de Miami, Miami Gardens | 8 de mayo        |
| 6                   | Gran Premio de España              | Circuito de Barcelona-Cataluña, Montmeló        | 22 de mayo       |
| 7                   | Gran Premio de Mónaco              | Circuito de Mónaco, Montecarlo                  | 29 de mayo       |
| 8                   | Gran Premio de Azerbaiyán          | Circuito callejero de Bakú, Bakú                | 12 de junio      |
| 9                   | Gran Premio de Canadá              | Circuito Gilles Villeneuve, Montreal            | 19 de junio      |
| 10                  | Gran Premio de Gran Bretaña        | Circuito de Silverstone, Silverstone            | 3 de julio       |
| 11                  | Gran Premio de Austria             | Red Bull Ring, Spielberg                        | 10 de julio      |
| 12                  | Gran Premio de Francia             | Circuito Paul Ricard, Le Castellet              | 24 de julio      |
| 13                  | Gran Premio de Hungría             | Hungaroring, Mogyoród                           | 31 de julio      |
| 14                  | Gran Premio de Bélgica             | Circuito de Spa-Francorchamps, Spa              | 28 de agosto     |
| 15                  | Gran Premio de los Países Bajos    | Circuito de Zandvoort, Zandvoort                | 4 de septiembre  |
| 16                  | Gran Premio de Italia              | Autodromo Nazionale di Monza, Monza             | 11 de septiembre |
| 17                  | Gran Premio de Singapur            | Circuito callejero de Marina Bay, Marina Bay    | 2 de octubre     |
| 18                  | Gran Premio de Japón               | Circuito de Suzuka, Suzuka                      | 9 de octubre     |
| 19                  | Gran Premio de los Estados Unidos  | Circuito de las Américas, Austin                | 23 de octubre    |
| 20                  | Gran Premio de la Ciudad de México | Autódromo Hermanos Rodríguez, Ciudad de México  | 30 de octubre    |
| 21                  | Gran Premio de São Paulo           | Autódromo José Carlos Pace, São Paulo           | 13 de noviembre  |
| 22                  | Gran Premio de Abu Dabi            | Circuito Yas Marina, Isla Yas                   | 20 de noviembre  |
| Carreras canceladas |                                    |                                                 |                  |
|                     | Gran Premio de Rusia               | Autódromo de Sochi, Sochi                       |                  |
| Fuente:             |                                    |                                                 |                  |

## Neumáticos
| Nombre del compuesto | Color | Color | Banda de rodadura | Condiciones de circulación | Adherencia | Durabilidad |
| -------------------- | ----- | ----- | ----------------- | -------------------------- | ---------- | ----------- |
| Duro                 | H     |       | Liso              | Seco                       | Baja       | Alta        |
| Medio                | M     |       | Liso              | Seco                       | Media      | Media       |
| Blando               | S     |       | Liso              | Seco                       | Alta       | Baja        |
| Intermedio           | I     |       | Canales           | Mojado                     |            |             |
| De lluvia            | W     |       | Canales           | Mojado                     |            |             |

| Identificador | Adherencia  | Durabilidad |
| ------------- | ----------- | ----------- |
| C1            | La más baja | La más alta |
| C2            | Baja        | Alta        |
| C3            | Media       | Media       |
| C4            | Alta        | Baja        |
| C5            | La más alta | La más baja |

### Neumáticos de seco por carrera
| Compuesto | BHR | ARA | AUS | EMI | MIA | ESP | MON | AZE | CAN | GBR | AUT | FRA | HUN | BEL | NED | ITA | SIN | JPN | USA | MEX | SÃO | ABU |
| --------- | --- | --- | --- | --- | --- | --- | --- | --- | --- | --- | --- | --- | --- | --- | --- | --- | --- | --- | --- | --- | --- | --- |
| Duro      | C1  | C2  | C2  | C2  | C2  | C1  | C3  | C3  | C3  | C1  | C3  | C2  | C2  | C2  | C1  | C2  | C3  | C1  | C2  | C2  | C2  | C3  |
| Medio     | C2  | C3  | C3  | C3  | C3  | C2  | C4  | C4  | C4  | C2  | C4  | C3  | C3  | C3  | C2  | C3  | C4  | C2  | C3  | C3  | C3  | C4  |
| Blando    | C3  | C4  | C5  | C4  | C4  | C3  | C5  | C5  | C5  | C3  | C5  | C4  | C4  | C4  | C3  | C4  | C5  | C3  | C4  | C4  | C4  | C5  |

Fuente: Pirelli.

## Resultados
| Ronda   | Fecha                               | Gran Premio | Mapa del circuito             | Resultados                  | Resultados       | Resultados                  | Resultados       |
| ------- | ----------------------------------- | --- | ----------------------------- | --------------------------- | ---------------- | --------------------------- | ---------------- |
| 1       | 18, 19 y 20 de marzo                | Gran Premio de Baréin Circuito Internacional de Baréin Longitud: 5,412 km Vueltas: 57 Distancia de carrera: 308,238 km Ganador 2021: Lewis Hamilton - Mercedes          |                               | Libres 1                    | Pierre Gasly     | Ganador                     | Charles Leclerc  |
| 1       | 18, 19 y 20 de marzo                | Gran Premio de Baréin Circuito Internacional de Baréin Longitud: 5,412 km Vueltas: 57 Distancia de carrera: 308,238 km Ganador 2021: Lewis Hamilton - Mercedes          | Libres 2                      | Max Verstappen              | 2.º puesto       | Carlos Sainz Jr.            |                  |
| 1       | 18, 19 y 20 de marzo                | Gran Premio de Baréin Circuito Internacional de Baréin Longitud: 5,412 km Vueltas: 57 Distancia de carrera: 308,238 km Ganador 2021: Lewis Hamilton - Mercedes          | Libres 3                      | Max Verstappen              | 3.er puesto      | Lewis Hamilton              |                  |
| 1       | 18, 19 y 20 de marzo                | Gran Premio de Baréin Circuito Internacional de Baréin Longitud: 5,412 km Vueltas: 57 Distancia de carrera: 308,238 km Ganador 2021: Lewis Hamilton - Mercedes          | Pole position                 | Charles Leclerc (1:30.558)  | Vuelta rápida    | Charles Leclerc (1:34.570)  |                  |
| 1       | 18, 19 y 20 de marzo                | Gran Premio de Baréin Circuito Internacional de Baréin Longitud: 5,412 km Vueltas: 57 Distancia de carrera: 308,238 km Ganador 2021: Lewis Hamilton - Mercedes          | Resultados completos          |                             |                  |                             |                  |
| 2       | 25, 26 y 27 de marzo                | Gran Premio de Arabia Saudita Circuito de la Corniche de Yeda Longitud: 6,175 km Vueltas: 50 Distancia de carrera: 308,750 km Ganador 2021: Lewis Hamilton - Mercedes   |                               | Libres 1                    | Charles Leclerc  | Ganador                     | Max Verstappen   |
| 2       | 25, 26 y 27 de marzo                | Gran Premio de Arabia Saudita Circuito de la Corniche de Yeda Longitud: 6,175 km Vueltas: 50 Distancia de carrera: 308,750 km Ganador 2021: Lewis Hamilton - Mercedes   | Libres 2                      | Charles Leclerc             | 2.º puesto       | Charles Leclerc             |                  |
| 2       | 25, 26 y 27 de marzo                | Gran Premio de Arabia Saudita Circuito de la Corniche de Yeda Longitud: 6,175 km Vueltas: 50 Distancia de carrera: 308,750 km Ganador 2021: Lewis Hamilton - Mercedes   | Libres 3                      | Charles Leclerc             | 3.er puesto      | Carlos Sainz Jr.            |                  |
| 2       | 25, 26 y 27 de marzo                | Gran Premio de Arabia Saudita Circuito de la Corniche de Yeda Longitud: 6,175 km Vueltas: 50 Distancia de carrera: 308,750 km Ganador 2021: Lewis Hamilton - Mercedes   | Pole position                 | Sergio Pérez (1:28.200)     | Vuelta rápida    | Charles Leclerc (1:31.634)  |                  |
| 2       | 25, 26 y 27 de marzo                | Gran Premio de Arabia Saudita Circuito de la Corniche de Yeda Longitud: 6,175 km Vueltas: 50 Distancia de carrera: 308,750 km Ganador 2021: Lewis Hamilton - Mercedes   | Resultados completos          |                             |                  |                             |                  |
| 3       | 8, 9 y 10 de abril                  | Gran Premio de Australia Circuito de Albert Park Longitud: 5,303 km Vueltas: 58 Distancia de carrera: 307,057 km Ganador 2021: No se disputó                            |                               | Libres 1                    | Carlos Sainz Jr. | Ganador                     | Charles Leclerc  |
| 3       | 8, 9 y 10 de abril                  | Gran Premio de Australia Circuito de Albert Park Longitud: 5,303 km Vueltas: 58 Distancia de carrera: 307,057 km Ganador 2021: No se disputó                            | Libres 2                      | Charles Leclerc             | 2.º puesto       | Sergio Pérez                |                  |
| 3       | 8, 9 y 10 de abril                  | Gran Premio de Australia Circuito de Albert Park Longitud: 5,303 km Vueltas: 58 Distancia de carrera: 307,057 km Ganador 2021: No se disputó                            | Libres 3                      | Lando Norris                | 3.er puesto      | George Russell              |                  |
| 3       | 8, 9 y 10 de abril                  | Gran Premio de Australia Circuito de Albert Park Longitud: 5,303 km Vueltas: 58 Distancia de carrera: 307,057 km Ganador 2021: No se disputó                            | Pole position                 | Charles Leclerc (1:17.868)  | Vuelta rápida    | Charles Leclerc (1:20.260)  |                  |
| 3       | 8, 9 y 10 de abril                  | Gran Premio de Australia Circuito de Albert Park Longitud: 5,303 km Vueltas: 58 Distancia de carrera: 307,057 km Ganador 2021: No se disputó                            | Resultados completos          |                             |                  |                             |                  |
| 4       | 22, 23 y 24 de abril                | Gran Premio de Emilia-Romaña Autodromo Enzo e Dino Ferrari Longitud: 4,909 km Vueltas: 63 Distancia de carrera: 309,049 km Ganador 2021: Max Verstappen - Red Bull      |                               | Libres 1                    | Charles Leclerc  | Ganador                     | Max Verstappen   |
| 4       | 22, 23 y 24 de abril                | Gran Premio de Emilia-Romaña Autodromo Enzo e Dino Ferrari Longitud: 4,909 km Vueltas: 63 Distancia de carrera: 309,049 km Ganador 2021: Max Verstappen - Red Bull      | Pole position sprint          | Max Verstappen (1:27.999)   | 2.º puesto       | Sergio Pérez                |                  |
| 4       | 22, 23 y 24 de abril                | Gran Premio de Emilia-Romaña Autodromo Enzo e Dino Ferrari Longitud: 4,909 km Vueltas: 63 Distancia de carrera: 309,049 km Ganador 2021: Max Verstappen - Red Bull      | Libres 2                      | George Russell              | 3.er puesto      | Lando Norris                |                  |
| 4       | 22, 23 y 24 de abril                | Gran Premio de Emilia-Romaña Autodromo Enzo e Dino Ferrari Longitud: 4,909 km Vueltas: 63 Distancia de carrera: 309,049 km Ganador 2021: Max Verstappen - Red Bull      | Ganador sprint/ pole position | Max Verstappen              | Vuelta rápida    | Max Verstappen (1:18.446)   |                  |
| 4       | 22, 23 y 24 de abril                | Gran Premio de Emilia-Romaña Autodromo Enzo e Dino Ferrari Longitud: 4,909 km Vueltas: 63 Distancia de carrera: 309,049 km Ganador 2021: Max Verstappen - Red Bull      | Resultados completos          |                             |                  |                             |                  |
| 5       | 6, 7 y 8 de mayo                    | Gran Premio de Miami Autódromo Internacional de Miami Longitud: 5,410 km Vueltas: 57 Distancia de carrera: 308,037 km Ganador 2021: Primera edición                     |                               | Libres 1                    | Charles Leclerc  | Ganador                     | Max Verstappen   |
| 5       | 6, 7 y 8 de mayo                    | Gran Premio de Miami Autódromo Internacional de Miami Longitud: 5,410 km Vueltas: 57 Distancia de carrera: 308,037 km Ganador 2021: Primera edición                     | Libres 2                      | George Russell              | 2.º puesto       | Charles Leclerc             |                  |
| 5       | 6, 7 y 8 de mayo                    | Gran Premio de Miami Autódromo Internacional de Miami Longitud: 5,410 km Vueltas: 57 Distancia de carrera: 308,037 km Ganador 2021: Primera edición                     | Libres 3                      | Sergio Pérez                | 3.er puesto      | Carlos Sainz Jr.            |                  |
| 5       | 6, 7 y 8 de mayo                    | Gran Premio de Miami Autódromo Internacional de Miami Longitud: 5,410 km Vueltas: 57 Distancia de carrera: 308,037 km Ganador 2021: Primera edición                     | Pole position                 | Charles Leclerc (1:28.796)  | Vuelta rápida    | Max Verstappen (1:31.361)   |                  |
| 5       | 6, 7 y 8 de mayo                    | Gran Premio de Miami Autódromo Internacional de Miami Longitud: 5,410 km Vueltas: 57 Distancia de carrera: 308,037 km Ganador 2021: Primera edición                     | Resultados completos          |                             |                  |                             |                  |
| 6       | 20, 21 y 22 de mayo                 | Gran Premio de España Circuito de Barcelona-Cataluña Longitud: 4,675 km Vueltas: 66 Distancia de carrera: 308,550 km Ganador 2021: Lewis Hamilton - Mercedes            |                               | Libres 1                    | Charles Leclerc  | Ganador                     | Max Verstappen   |
| 6       | 20, 21 y 22 de mayo                 | Gran Premio de España Circuito de Barcelona-Cataluña Longitud: 4,675 km Vueltas: 66 Distancia de carrera: 308,550 km Ganador 2021: Lewis Hamilton - Mercedes            | Libres 2                      | Charles Leclerc             | 2.º puesto       | Sergio Pérez                |                  |
| 6       | 20, 21 y 22 de mayo                 | Gran Premio de España Circuito de Barcelona-Cataluña Longitud: 4,675 km Vueltas: 66 Distancia de carrera: 308,550 km Ganador 2021: Lewis Hamilton - Mercedes            | Libres 3                      | Charles Leclerc             | 3.er puesto      | George Russell              |                  |
| 6       | 20, 21 y 22 de mayo                 | Gran Premio de España Circuito de Barcelona-Cataluña Longitud: 4,675 km Vueltas: 66 Distancia de carrera: 308,550 km Ganador 2021: Lewis Hamilton - Mercedes            | Pole position                 | Charles Leclerc (1:18.750)  | Vuelta rápida    | Sergio Pérez (1:24.108)     |                  |
| 6       | 20, 21 y 22 de mayo                 | Gran Premio de España Circuito de Barcelona-Cataluña Longitud: 4,675 km Vueltas: 66 Distancia de carrera: 308,550 km Ganador 2021: Lewis Hamilton - Mercedes            | Resultados completos          |                             |                  |                             |                  |
| 7       | 27, 28 y 29 de mayo                 | Gran Premio de Mónaco Circuito de Mónaco Longitud: 3,337 km Vueltas: 78 Distancia de carrera: 260,286 km Ganador 2021: Max Verstappen - Red Bull                        |                               | Libres 1                    | Charles Leclerc  | Ganador                     | Sergio Pérez     |
| 7       | 27, 28 y 29 de mayo                 | Gran Premio de Mónaco Circuito de Mónaco Longitud: 3,337 km Vueltas: 78 Distancia de carrera: 260,286 km Ganador 2021: Max Verstappen - Red Bull                        | Libres 2                      | Charles Leclerc             | 2.º puesto       | Carlos Sainz Jr.            |                  |
| 7       | 27, 28 y 29 de mayo                 | Gran Premio de Mónaco Circuito de Mónaco Longitud: 3,337 km Vueltas: 78 Distancia de carrera: 260,286 km Ganador 2021: Max Verstappen - Red Bull                        | Libres 3                      | Sergio Pérez                | 3.er puesto      | Max Verstappen              |                  |
| 7       | 27, 28 y 29 de mayo                 | Gran Premio de Mónaco Circuito de Mónaco Longitud: 3,337 km Vueltas: 78 Distancia de carrera: 260,286 km Ganador 2021: Max Verstappen - Red Bull                        | Pole position                 | Charles Leclerc (1:11.376)  | Vuelta rápida    | Lando Norris (1:14.693)     |                  |
| 7       | 27, 28 y 29 de mayo                 | Gran Premio de Mónaco Circuito de Mónaco Longitud: 3,337 km Vueltas: 78 Distancia de carrera: 260,286 km Ganador 2021: Max Verstappen - Red Bull                        | Resultados completos          |                             |                  |                             |                  |
| 8       | 10, 11 y 12 de junio                | Gran Premio de Azerbaiyán Circuito callejero de Bakú Longitud: 6,003 km Vueltas: 51 Distancia de carrera: 306,049 km Ganador 2021: Sergio Pérez - Red Bull              |                               | Libres 1                    | Sergio Pérez     | Ganador                     | Max Verstappen   |
| 8       | 10, 11 y 12 de junio                | Gran Premio de Azerbaiyán Circuito callejero de Bakú Longitud: 6,003 km Vueltas: 51 Distancia de carrera: 306,049 km Ganador 2021: Sergio Pérez - Red Bull              | Libres 2                      | Charles Leclerc             | 2.º puesto       | Sergio Pérez                |                  |
| 8       | 10, 11 y 12 de junio                | Gran Premio de Azerbaiyán Circuito callejero de Bakú Longitud: 6,003 km Vueltas: 51 Distancia de carrera: 306,049 km Ganador 2021: Sergio Pérez - Red Bull              | Libres 3                      | Sergio Pérez                | 3.er puesto      | George Russell              |                  |
| 8       | 10, 11 y 12 de junio                | Gran Premio de Azerbaiyán Circuito callejero de Bakú Longitud: 6,003 km Vueltas: 51 Distancia de carrera: 306,049 km Ganador 2021: Sergio Pérez - Red Bull              | Pole position                 | Charles Leclerc (1:41.359)  | Vuelta rápida    | Sergio Pérez (1:46.046)     |                  |
| 8       | 10, 11 y 12 de junio                | Gran Premio de Azerbaiyán Circuito callejero de Bakú Longitud: 6,003 km Vueltas: 51 Distancia de carrera: 306,049 km Ganador 2021: Sergio Pérez - Red Bull              | Resultados completos          |                             |                  |                             |                  |
| 9       | 17, 18 y 19 de junio                | Gran Premio de Canadá Circuito Gilles Villeneuve Longitud: 4,361 km Vueltas: 70 Distancia de carrera: 305,027 km Ganador 2021: No se disputó                            |                               | Libres 1                    | Max Verstappen   | Ganador                     | Max Verstappen   |
| 9       | 17, 18 y 19 de junio                | Gran Premio de Canadá Circuito Gilles Villeneuve Longitud: 4,361 km Vueltas: 70 Distancia de carrera: 305,027 km Ganador 2021: No se disputó                            | Libres 2                      | Max Verstappen              | 2.º puesto       | Carlos Sainz Jr.            |                  |
| 9       | 17, 18 y 19 de junio                | Gran Premio de Canadá Circuito Gilles Villeneuve Longitud: 4,361 km Vueltas: 70 Distancia de carrera: 305,027 km Ganador 2021: No se disputó                            | Libres 3                      | Fernando Alonso             | 3.er puesto      | Lewis Hamilton              |                  |
| 9       | 17, 18 y 19 de junio                | Gran Premio de Canadá Circuito Gilles Villeneuve Longitud: 4,361 km Vueltas: 70 Distancia de carrera: 305,027 km Ganador 2021: No se disputó                            | Pole position                 | Max Verstappen (1:21.299)   | Vuelta rápida    | Carlos Sainz Jr. (1:15.749) |                  |
| 9       | 17, 18 y 19 de junio                | Gran Premio de Canadá Circuito Gilles Villeneuve Longitud: 4,361 km Vueltas: 70 Distancia de carrera: 305,027 km Ganador 2021: No se disputó                            | Resultados completos          |                             |                  |                             |                  |
| 10      | 1, 2 y 3 de julio                   | Gran Premio de Gran Bretaña Circuito de Silverstone Longitud: 5,891 km Vueltas: 52 Distancia de carrera: 306,198 km Ganador 2021: Lewis Hamilton - Mercedes             |                               | Libres 1                    | Valtteri Bottas  | Ganador                     | Carlos Sainz Jr. |
| 10      | 1, 2 y 3 de julio                   | Gran Premio de Gran Bretaña Circuito de Silverstone Longitud: 5,891 km Vueltas: 52 Distancia de carrera: 306,198 km Ganador 2021: Lewis Hamilton - Mercedes             | Libres 2                      | Carlos Sainz Jr.            | 2.º puesto       | Sergio Pérez                |                  |
| 10      | 1, 2 y 3 de julio                   | Gran Premio de Gran Bretaña Circuito de Silverstone Longitud: 5,891 km Vueltas: 52 Distancia de carrera: 306,198 km Ganador 2021: Lewis Hamilton - Mercedes             | Libres 3                      | Max Verstappen              | 3.er puesto      | Lewis Hamilton              |                  |
| 10      | 1, 2 y 3 de julio                   | Gran Premio de Gran Bretaña Circuito de Silverstone Longitud: 5,891 km Vueltas: 52 Distancia de carrera: 306,198 km Ganador 2021: Lewis Hamilton - Mercedes             | Pole position                 | Carlos Sainz Jr. (1:40.983) | Vuelta rápida    | Lewis Hamilton (1:30.510)   |                  |
| 10      | 1, 2 y 3 de julio                   | Gran Premio de Gran Bretaña Circuito de Silverstone Longitud: 5,891 km Vueltas: 52 Distancia de carrera: 306,198 km Ganador 2021: Lewis Hamilton - Mercedes             | Resultados completos          |                             |                  |                             |                  |
| 11      | 8, 9 y 10 de julio                  | Gran Premio de Austria Red Bull Ring Longitud: 4,318 km Vueltas: 71 Distancia de carrera: 306,452 km Ganador 2021: Max Verstappen - Red Bull                            |                               | Libres 1                    | Max Verstappen   | Ganador                     | Charles Leclerc  |
| 11      | 8, 9 y 10 de julio                  | Gran Premio de Austria Red Bull Ring Longitud: 4,318 km Vueltas: 71 Distancia de carrera: 306,452 km Ganador 2021: Max Verstappen - Red Bull                            | Pole position sprint          | Max Verstappen (1:04.984)   | 2.º puesto       | Max Verstappen              |                  |
| 11      | 8, 9 y 10 de julio                  | Gran Premio de Austria Red Bull Ring Longitud: 4,318 km Vueltas: 71 Distancia de carrera: 306,452 km Ganador 2021: Max Verstappen - Red Bull                            | Libres 2                      | Carlos Sainz Jr.            | 3.er puesto      | Lewis Hamilton              |                  |
| 11      | 8, 9 y 10 de julio                  | Gran Premio de Austria Red Bull Ring Longitud: 4,318 km Vueltas: 71 Distancia de carrera: 306,452 km Ganador 2021: Max Verstappen - Red Bull                            | Ganador sprint/ pole position | Max Verstappen              | Vuelta rápida    | Max Verstappen (1:07.275)   |                  |
| 11      | 8, 9 y 10 de julio                  | Gran Premio de Austria Red Bull Ring Longitud: 4,318 km Vueltas: 71 Distancia de carrera: 306,452 km Ganador 2021: Max Verstappen - Red Bull                            | Resultados completos          |                             |                  |                             |                  |
| 12      | 22, 23 y 24 de julio                | Gran Premio de Francia Circuito Paul Ricard Longitud: 5,842 km Vueltas: 53 Distancia de carrera: 309,690 km Ganador 2021: Max Verstappen - Red Bull                     |                               | Libres 1                    | Charles Leclerc  | Ganador                     | Max Verstappen   |
| 12      | 22, 23 y 24 de julio                | Gran Premio de Francia Circuito Paul Ricard Longitud: 5,842 km Vueltas: 53 Distancia de carrera: 309,690 km Ganador 2021: Max Verstappen - Red Bull                     | Libres 2                      | Carlos Sainz Jr.            | 2.º puesto       | Lewis Hamilton              |                  |
| 12      | 22, 23 y 24 de julio                | Gran Premio de Francia Circuito Paul Ricard Longitud: 5,842 km Vueltas: 53 Distancia de carrera: 309,690 km Ganador 2021: Max Verstappen - Red Bull                     | Libres 3                      | Max Verstappen              | 3.er puesto      | George Russell              |                  |
| 12      | 22, 23 y 24 de julio                | Gran Premio de Francia Circuito Paul Ricard Longitud: 5,842 km Vueltas: 53 Distancia de carrera: 309,690 km Ganador 2021: Max Verstappen - Red Bull                     | Pole position                 | Charles Leclerc (1:30.872)  | Vuelta rápida    | Carlos Sainz Jr. (1:35.781) |                  |
| 12      | 22, 23 y 24 de julio                | Gran Premio de Francia Circuito Paul Ricard Longitud: 5,842 km Vueltas: 53 Distancia de carrera: 309,690 km Ganador 2021: Max Verstappen - Red Bull                     | Resultados completos          |                             |                  |                             |                  |
| 13      | 29, 30 y 31 de julio                | Gran Premio de Hungría Hungaroring Longitud: 4,381 km Vueltas: 70 Distancia de carrera: 306,630 km Ganador 2021: Esteban Ocon - Alpine                                  |                               | Libres 1                    | Carlos Sainz Jr. | Ganador                     | Max Verstappen   |
| 13      | 29, 30 y 31 de julio                | Gran Premio de Hungría Hungaroring Longitud: 4,381 km Vueltas: 70 Distancia de carrera: 306,630 km Ganador 2021: Esteban Ocon - Alpine                                  | Libres 2                      | Charles Leclerc             | 2.º puesto       | Lewis Hamilton              |                  |
| 13      | 29, 30 y 31 de julio                | Gran Premio de Hungría Hungaroring Longitud: 4,381 km Vueltas: 70 Distancia de carrera: 306,630 km Ganador 2021: Esteban Ocon - Alpine                                  | Libres 3                      | Nicholas Latifi             | 3.er puesto      | George Russell              |                  |
| 13      | 29, 30 y 31 de julio                | Gran Premio de Hungría Hungaroring Longitud: 4,381 km Vueltas: 70 Distancia de carrera: 306,630 km Ganador 2021: Esteban Ocon - Alpine                                  | Pole position                 | George Russell (1:17.377)   | Vuelta rápida    | Lewis Hamilton (1:21.386)   |                  |
| 13      | 29, 30 y 31 de julio                | Gran Premio de Hungría Hungaroring Longitud: 4,381 km Vueltas: 70 Distancia de carrera: 306,630 km Ganador 2021: Esteban Ocon - Alpine                                  | Resultados completos          |                             |                  |                             |                  |
| 14      | 26, 27 y 28 de agosto               | Gran Premio de Bélgica Circuito de Spa-Francorchamps Longitud: 7,004 km Vueltas: 44 Distancia de carrera: 308,052 km Ganador 2021: Max Verstappen - Red Bull            |                               | Libres 1                    | Carlos Sainz Jr. | Ganador                     | Max Verstappen   |
| 14      | 26, 27 y 28 de agosto               | Gran Premio de Bélgica Circuito de Spa-Francorchamps Longitud: 7,004 km Vueltas: 44 Distancia de carrera: 308,052 km Ganador 2021: Max Verstappen - Red Bull            | Libres 2                      | Max Verstappen              | 2.º puesto       | Sergio Pérez                |                  |
| 14      | 26, 27 y 28 de agosto               | Gran Premio de Bélgica Circuito de Spa-Francorchamps Longitud: 7,004 km Vueltas: 44 Distancia de carrera: 308,052 km Ganador 2021: Max Verstappen - Red Bull            | Libres 3                      | Sergio Pérez                | 3.er puesto      | Carlos Sainz Jr.            |                  |
| 14      | 26, 27 y 28 de agosto               | Gran Premio de Bélgica Circuito de Spa-Francorchamps Longitud: 7,004 km Vueltas: 44 Distancia de carrera: 308,052 km Ganador 2021: Max Verstappen - Red Bull            | Pole position                 | Carlos Sainz Jr. (1:44.297) | Vuelta rápida    | Max Verstappen (1:49.354)   |                  |
| 14      | 26, 27 y 28 de agosto               | Gran Premio de Bélgica Circuito de Spa-Francorchamps Longitud: 7,004 km Vueltas: 44 Distancia de carrera: 308,052 km Ganador 2021: Max Verstappen - Red Bull            | Resultados completos          |                             |                  |                             |                  |
| 15      | 2, 3 y 4 de septiembre              | Gran Premio de los Países Bajos Circuito de Zandvoort Longitud: 4,259 km Vueltas: 72 Distancia de carrera: 306,648 km Ganador 2021: Max Verstappen - Red Bull           |                               | Libres 1                    | George Russell   | Ganador                     | Max Verstappen   |
| 15      | 2, 3 y 4 de septiembre              | Gran Premio de los Países Bajos Circuito de Zandvoort Longitud: 4,259 km Vueltas: 72 Distancia de carrera: 306,648 km Ganador 2021: Max Verstappen - Red Bull           | Libres 2                      | Charles Leclerc             | 2.º puesto       | George Russell              |                  |
| 15      | 2, 3 y 4 de septiembre              | Gran Premio de los Países Bajos Circuito de Zandvoort Longitud: 4,259 km Vueltas: 72 Distancia de carrera: 306,648 km Ganador 2021: Max Verstappen - Red Bull           | Libres 3                      | Charles Leclerc             | 3.er puesto      | Charles Leclerc             |                  |
| 15      | 2, 3 y 4 de septiembre              | Gran Premio de los Países Bajos Circuito de Zandvoort Longitud: 4,259 km Vueltas: 72 Distancia de carrera: 306,648 km Ganador 2021: Max Verstappen - Red Bull           | Pole position                 | Max Verstappen (1:10.342)   | Vuelta rápida    | Max Verstappen (1:13.652)   |                  |
| 15      | 2, 3 y 4 de septiembre              | Gran Premio de los Países Bajos Circuito de Zandvoort Longitud: 4,259 km Vueltas: 72 Distancia de carrera: 306,648 km Ganador 2021: Max Verstappen - Red Bull           | Resultados completos          |                             |                  |                             |                  |
| 16      | 9, 10 y 11 de septiembre            | Gran Premio de Italia Autodromo Nazionale di Monza Longitud: 5,793 km Vueltas: 53 Distancia de carrera: 306,720 km Ganador 2021: Daniel Ricciardo - McLaren             |                               | Libres 1                    | Charles Leclerc  | Ganador                     | Max Verstappen   |
| 16      | 9, 10 y 11 de septiembre            | Gran Premio de Italia Autodromo Nazionale di Monza Longitud: 5,793 km Vueltas: 53 Distancia de carrera: 306,720 km Ganador 2021: Daniel Ricciardo - McLaren             | Libres 2                      | Carlos Sainz Jr.            | 2.º puesto       | Charles Leclerc             |                  |
| 16      | 9, 10 y 11 de septiembre            | Gran Premio de Italia Autodromo Nazionale di Monza Longitud: 5,793 km Vueltas: 53 Distancia de carrera: 306,720 km Ganador 2021: Daniel Ricciardo - McLaren             | Libres 3                      | Max Verstappen              | 3.er puesto      | George Russell              |                  |
| 16      | 9, 10 y 11 de septiembre            | Gran Premio de Italia Autodromo Nazionale di Monza Longitud: 5,793 km Vueltas: 53 Distancia de carrera: 306,720 km Ganador 2021: Daniel Ricciardo - McLaren             | Pole position                 | Charles Leclerc (1:20.161)  | Vuelta rápida    | Sergio Pérez (1:24.030)     |                  |
| 16      | 9, 10 y 11 de septiembre            | Gran Premio de Italia Autodromo Nazionale di Monza Longitud: 5,793 km Vueltas: 53 Distancia de carrera: 306,720 km Ganador 2021: Daniel Ricciardo - McLaren             | Resultados completos          |                             |                  |                             |                  |
| 17      | 30 de septiembre y 1 y 2 de octubre | Gran Premio de Singapur Circuito callejero de Marina Bay Longitud: 5,065 km Vueltas: 61 Distancia de carrera: 308,965 km Ganador 2021: No se disputó                    |                               | Libres 1                    | Lewis Hamilton   | Ganador                     | Sergio Pérez     |
| 17      | 30 de septiembre y 1 y 2 de octubre | Gran Premio de Singapur Circuito callejero de Marina Bay Longitud: 5,065 km Vueltas: 61 Distancia de carrera: 308,965 km Ganador 2021: No se disputó                    | Libres 2                      | Carlos Sainz Jr.            | 2.º puesto       | Charles Leclerc             |                  |
| 17      | 30 de septiembre y 1 y 2 de octubre | Gran Premio de Singapur Circuito callejero de Marina Bay Longitud: 5,065 km Vueltas: 61 Distancia de carrera: 308,965 km Ganador 2021: No se disputó                    | Libres 3                      | Charles Leclerc             | 3.er puesto      | Carlos Sainz Jr.            |                  |
| 17      | 30 de septiembre y 1 y 2 de octubre | Gran Premio de Singapur Circuito callejero de Marina Bay Longitud: 5,065 km Vueltas: 61 Distancia de carrera: 308,965 km Ganador 2021: No se disputó                    | Pole position                 | Charles Leclerc (1:49.412)  | Vuelta rápida    | George Russell (1:46.458)   |                  |
| 17      | 30 de septiembre y 1 y 2 de octubre | Gran Premio de Singapur Circuito callejero de Marina Bay Longitud: 5,065 km Vueltas: 61 Distancia de carrera: 308,965 km Ganador 2021: No se disputó                    | Resultados completos          |                             |                  |                             |                  |
| 18      | 7, 8 y 9 de octubre                 | Gran Premio de Japón Circuito de Suzuka Longitud: 5,807 km Vueltas: 53 Distancia de carrera: 307,741 km Ganador 2021: No se disputó                                     |                               | Libres 1                    | Fernando Alonso  | Ganador                     | Max Verstappen   |
| 18      | 7, 8 y 9 de octubre                 | Gran Premio de Japón Circuito de Suzuka Longitud: 5,807 km Vueltas: 53 Distancia de carrera: 307,741 km Ganador 2021: No se disputó                                     | Libres 2                      | George Russell              | 2.º puesto       | Sergio Pérez                |                  |
| 18      | 7, 8 y 9 de octubre                 | Gran Premio de Japón Circuito de Suzuka Longitud: 5,807 km Vueltas: 53 Distancia de carrera: 307,741 km Ganador 2021: No se disputó                                     | Libres 3                      | Max Verstappen              | 3.er puesto      | Charles Leclerc             |                  |
| 18      | 7, 8 y 9 de octubre                 | Gran Premio de Japón Circuito de Suzuka Longitud: 5,807 km Vueltas: 53 Distancia de carrera: 307,741 km Ganador 2021: No se disputó                                     | Pole position                 | Max Verstappen (1:29.304)   | Vuelta rápida    | Guanyu Zhou (1:44.411)      |                  |
| 18      | 7, 8 y 9 de octubre                 | Gran Premio de Japón Circuito de Suzuka Longitud: 5,807 km Vueltas: 53 Distancia de carrera: 307,741 km Ganador 2021: No se disputó                                     | Resultados completos          |                             |                  |                             |                  |
| 19      | 21, 22 y 23 de octubre              | Gran Premio de los Estados Unidos Circuito de las Américas Longitud: 5,513 km Vueltas: 56 Distancia de carrera: 308,405 km Ganador 2021: Max Verstappen - Red Bull      |                               | Libres 1                    | Carlos Sainz Jr. | Ganador                     | Max Verstappen   |
| 19      | 21, 22 y 23 de octubre              | Gran Premio de los Estados Unidos Circuito de las Américas Longitud: 5,513 km Vueltas: 56 Distancia de carrera: 308,405 km Ganador 2021: Max Verstappen - Red Bull      | Libres 2                      | Charles Leclerc             | 2.º puesto       | Lewis Hamilton              |                  |
| 19      | 21, 22 y 23 de octubre              | Gran Premio de los Estados Unidos Circuito de las Américas Longitud: 5,513 km Vueltas: 56 Distancia de carrera: 308,405 km Ganador 2021: Max Verstappen - Red Bull      | Libres 3                      | Max Verstappen              | 3.er puesto      | Charles Leclerc             |                  |
| 19      | 21, 22 y 23 de octubre              | Gran Premio de los Estados Unidos Circuito de las Américas Longitud: 5,513 km Vueltas: 56 Distancia de carrera: 308,405 km Ganador 2021: Max Verstappen - Red Bull      | Pole position                 | Carlos Sainz Jr. (1:34.356) | Vuelta rápida    | George Russell (1:38.788)   |                  |
| 19      | 21, 22 y 23 de octubre              | Gran Premio de los Estados Unidos Circuito de las Américas Longitud: 5,513 km Vueltas: 56 Distancia de carrera: 308,405 km Ganador 2021: Max Verstappen - Red Bull      | Resultados completos          |                             |                  |                             |                  |
| 20      | 28, 29 y 30 de octubre              | Gran Premio de la Ciudad de México Autódromo Hermanos Rodríguez Longitud: 4,304 km Vueltas: 71 Distancia de carrera: 305,354 km Ganador 2021: Max Verstappen - Red Bull |                               | Libres 1                    | Carlos Sainz Jr. | Ganador                     | Max Verstappen   |
| 20      | 28, 29 y 30 de octubre              | Gran Premio de la Ciudad de México Autódromo Hermanos Rodríguez Longitud: 4,304 km Vueltas: 71 Distancia de carrera: 305,354 km Ganador 2021: Max Verstappen - Red Bull | Libres 2                      | George Russell              | 2.º puesto       | Lewis Hamilton              |                  |
| 20      | 28, 29 y 30 de octubre              | Gran Premio de la Ciudad de México Autódromo Hermanos Rodríguez Longitud: 4,304 km Vueltas: 71 Distancia de carrera: 305,354 km Ganador 2021: Max Verstappen - Red Bull | Libres 3                      | George Russell              | 3.er puesto      | Sergio Pérez                |                  |
| 20      | 28, 29 y 30 de octubre              | Gran Premio de la Ciudad de México Autódromo Hermanos Rodríguez Longitud: 4,304 km Vueltas: 71 Distancia de carrera: 305,354 km Ganador 2021: Max Verstappen - Red Bull | Pole position                 | Max Verstappen (1:17.775)   | Vuelta rápida    | George Russell (1:20.153)   |                  |
| 20      | 28, 29 y 30 de octubre              | Gran Premio de la Ciudad de México Autódromo Hermanos Rodríguez Longitud: 4,304 km Vueltas: 71 Distancia de carrera: 305,354 km Ganador 2021: Max Verstappen - Red Bull | Resultados completos          |                             |                  |                             |                  |
| 21      | 11, 12 y 13 de noviembre            | Gran Premio de São Paulo Autódromo José Carlos Pace Longitud: 4,309 km Vueltas: 71 Distancia de carrera: 305,879 km Ganador 2021: Lewis Hamilton - Mercedes             |                               | Libres 1                    | Sergio Pérez     | Ganador                     | George Russell   |
| 21      | 11, 12 y 13 de noviembre            | Gran Premio de São Paulo Autódromo José Carlos Pace Longitud: 4,309 km Vueltas: 71 Distancia de carrera: 305,879 km Ganador 2021: Lewis Hamilton - Mercedes             | Pole position sprint          | Kevin Magnussen (1:11.674)  | 2.º puesto       | Lewis Hamilton              |                  |
| 21      | 11, 12 y 13 de noviembre            | Gran Premio de São Paulo Autódromo José Carlos Pace Longitud: 4,309 km Vueltas: 71 Distancia de carrera: 305,879 km Ganador 2021: Lewis Hamilton - Mercedes             | Libres 2                      | Esteban Ocon                | 3.er puesto      | Carlos Sainz Jr.            |                  |
| 21      | 11, 12 y 13 de noviembre            | Gran Premio de São Paulo Autódromo José Carlos Pace Longitud: 4,309 km Vueltas: 71 Distancia de carrera: 305,879 km Ganador 2021: Lewis Hamilton - Mercedes             | Ganador sprint/ pole position | George Russell              | Vuelta rápida    | George Russell (1:13.785)   |                  |
| 21      | 11, 12 y 13 de noviembre            | Gran Premio de São Paulo Autódromo José Carlos Pace Longitud: 4,309 km Vueltas: 71 Distancia de carrera: 305,879 km Ganador 2021: Lewis Hamilton - Mercedes             | Resultados completos          |                             |                  |                             |                  |
| 22      | 18, 19 y 20 de noviembre            | Gran Premio de Abu Dabi Circuito Yas Marina Longitud: 5,281 km Vueltas: 58 Distancia de carrera: 306,183 km Ganador 2021: Max Verstappen - Red Bull                     |                               | Libres 1                    | Lewis Hamilton   | Ganador                     | Max Verstappen   |
| 22      | 18, 19 y 20 de noviembre            | Gran Premio de Abu Dabi Circuito Yas Marina Longitud: 5,281 km Vueltas: 58 Distancia de carrera: 306,183 km Ganador 2021: Max Verstappen - Red Bull                     | Libres 2                      | Max Verstappen              | 2.º puesto       | Charles Leclerc             |                  |
| 22      | 18, 19 y 20 de noviembre            | Gran Premio de Abu Dabi Circuito Yas Marina Longitud: 5,281 km Vueltas: 58 Distancia de carrera: 306,183 km Ganador 2021: Max Verstappen - Red Bull                     | Libres 3                      | Sergio Pérez                | 3.er puesto      | Sergio Pérez                |                  |
| 22      | 18, 19 y 20 de noviembre            | Gran Premio de Abu Dabi Circuito Yas Marina Longitud: 5,281 km Vueltas: 58 Distancia de carrera: 306,183 km Ganador 2021: Max Verstappen - Red Bull                     | Pole position                 | Max Verstappen (1:23.824)   | Vuelta rápida    | Lando Norris (1:28.391)     |                  |
| 22      | 18, 19 y 20 de noviembre            | Gran Premio de Abu Dabi Circuito Yas Marina Longitud: 5,281 km Vueltas: 58 Distancia de carrera: 306,183 km Ganador 2021: Max Verstappen - Red Bull                     | Resultados completos          |                             |                  |                             |                  |
| Fuente: |                                     | |                               |                             |                  |                             |                  |

## Clasificaciones

### Puntuaciones
Carrera
| Posición | 1.º | 2.º | 3.º | 4.º | 5.º | 6.º | 7.º | 8.º | 9.º | 10.º | VR |
| Puntos   | 25  | 18  | 15  | 12  | 10  | 8   | 6   | 4   | 2   | 1    | 1  |

Clasificación sprint
| Posición | 1.º | 2.º | 3.º | 4.º | 5.º | 6.º | 7.º | 8.º |
| Puntos   | 8   | 7   | 6   | 5   | 4   | 3   | 2   | 1   |
| Fuente:  |     |     |     |     |     |     |     |     |

### Campeonato de Pilotos
| Pos. | N.º | Piloto           | BHR | ARA | AUS | EMI  | MIA | ESP | MON | AZE | CAN | GBR | AUT  | FRA | HUN | BEL | NED | ITA | SIN | JPN | USA | MEX | SÃO  | ABU | Puntos |
| ---- | --- | ---------------- | --- | --- | --- | ---- | --- | --- | --- | --- | --- | --- | ---- | --- | --- | --- | --- | --- | --- | --- | --- | --- | ---- | --- | ------ |
| 1    | 1   | Max Verstappen   | 19† | 1   | Ret | 1    | 1   | 1   | 3   | 1   | 1   | 7   | 21   | 1   | 1   | 1   | 1   | 1   | 7   | 1   | 1   | 1   | 64   | 1   | 454    |
| 2    | 16  | Charles Leclerc  | 1   | 2   | 1   | 62   | 2   | Ret | 4   | Ret | 5   | 4   | 12   | Ret | 6   | 6   | 3   | 2   | 2   | 3   | 3   | 6   | 46   | 2   | 308    |
| 3    | 11  | Sergio Pérez     | 18† | 4   | 2   | 23   | 4   | 2   | 1   | 2   | Ret | 2   | Ret5 | 4   | 5   | 2   | 5   | 6   | 1   | 2   | 4   | 3   | 75   | 3   | 305    |
| 4    | 63  | George Russell   | 4   | 5   | 3   | 4    | 5   | 3   | 5   | 3   | 4   | Ret | 4    | 3   | 3   | 4   | 2   | 3   | 14  | 8   | 5   | 4   | 1    | 5   | 275    |
| 5    | 55  | Carlos Sainz Jr. | 2   | 3   | Ret | Ret4 | 3   | 4   | 2   | Ret | 2   | 1   | Ret3 | 5   | 4   | 3   | 8   | 4   | 3   | Ret | Ret | 5   | 32   | 4   | 246    |
| 6    | 44  | Lewis Hamilton   | 3   | 10  | 4   | 13   | 6   | 5   | 8   | 4   | 3   | 3   | 38   | 2   | 2   | Ret | 4   | 5   | 9   | 5   | 2   | 2   | 23   | 18† | 240    |
| 7    | 4   | Lando Norris     | 15  | 7   | 5   | 35   | Ret | 8   | 6   | 9   | 15  | 6   | 7    | 7   | 7   | 12  | 7   | 7   | 4   | 10  | 6   | 9   | Ret7 | 6   | 122    |
| 8    | 31  | Esteban Ocon     | 7   | 6   | 7   | 14   | 8   | 7   | 12  | 10  | 6   | Ret | 56   | 8   | 9   | 7   | 9   | 11  | Ret | 4   | 11  | 8   | 8    | 7   | 92     |
| 9    | 14  | Fernando Alonso  | 9   | Ret | 17  | Ret  | 11  | 9   | 7   | 7   | 9   | 5   | 10   | 6   | 8   | 5   | 6   | Ret | Ret | 7   | 7   | 19† | 5    | Ret | 81     |
| 10   | 77  | Valtteri Bottas  | 6   | Ret | 8   | 57   | 7   | 6   | 9   | 11  | 7   | Ret | 11   | 14  | 20† | Ret | Ret | 13  | 11  | 15  | Ret | 10  | 9    | 15  | 49     |
| 11   | 3   | Daniel Ricciardo | 14  | Ret | 6   | 186  | 13  | 12  | 13  | 8   | 11  | 13  | 9    | 9   | 15  | 15  | 17  | Ret | 5   | 11  | 16  | 7   | Ret  | 9   | 37     |
| 12   | 5   | Sebastian Vettel |     |     | Ret | 8    | 17† | 11  | 10  | 6   | 12  | 9   | 17   | 11  | 10  | 8   | 14  | Ret | 8   | 6   | 8   | 14  | 11   | 10  | 37     |
| 13   | 20  | Kevin Magnussen  | 5   | 9   | 14  | 98   | 16† | 17  | Ret | Ret | 17  | 10  | 87   | Ret | 16  | 16  | 15  | 16  | 12  | 14  | 9   | 17  | Ret8 | 17  | 25     |
| 14   | 10  | Pierre Gasly     | Ret | 8   | 9   | 12   | Ret | 13  | 11  | 5   | 14  | Ret | 15   | 12  | 12  | 9   | 11  | 8   | 10  | 18  | 14  | 11  | 14   | 14  | 23     |
| 15   | 18  | Lance Stroll     | 12  | 13  | 12  | 10   | 10  | 15  | 14  | 16† | 10  | 11  | 13   | 10  | 11  | 11  | 10  | Ret | 6   | 12  | Ret | 15  | 10   | 8   | 18     |
| 16   | 47  | Mick Schumacher  | 11  | WD  | 13  | 17   | 15  | 14  | Ret | 14  | Ret | 8   | 6    | 15  | 14  | 17  | 13  | 12  | 13  | 17  | 15  | 16  | 13   | 16  | 12     |
| 17   | 22  | Yuki Tsunoda     | 8   | DNS | 15  | 7    | 12  | 10  | 17  | 13  | Ret | 14  | 16   | Ret | 19  | 13  | Ret | 14  | Ret | 13  | 10  | Ret | 17   | 11  | 12     |
| 18   | 24  | Guanyu Zhou      | 10  | 11  | 11  | 15   | Ret | Ret | 16  | Ret | 8   | Ret | 14   | 16† | 13  | 14  | 16  | 10  | Ret | 16  | 12  | 13  | 12   | 12  | 6      |
| 19   | 23  | Alexander Albon  | 13  | 14† | 10  | 11   | 9   | 18  | Ret | 12  | 13  | Ret | 12   | 13  | 17  | 10  | 12  | WD  | Ret | Ret | 13  | 12  | 15   | 13  | 4      |
| 20   | 6   | Nicholas Latifi  | 16  | Ret | 16  | 16   | 14  | 16  | 15  | 15  | 16  | 12  | Ret  | Ret | 18  | 18  | 18  | 15  | Ret | 9   | 17  | 18  | 16   | 19† | 2      |
| 21   | 45  | Nyck de Vries    |     |     |     |      |     |     |     |     |     |     |      |     |     |     |     | 9   |     |     |     |     |      |     | 2      |
| 22   | 27  | Nico Hülkenberg  | 17  | 12  |     |      |     |     |     |     |     |     |      |     |     |     |     |     |     |     |     |     |      |     | 0      |
| Pos. | N.º | Piloto           | BHR | ARA | AUS | EMI  | MIA | ESP | MON | AZE | CAN | GBR | AUT  | FRA | HUN | BEL | NED | ITA | SIN | JPN | USA | MEX | SÃO  | ABU | Puntos |

| Color      | Resultado                          |
| ---------- | ---------------------------------- |
| Oro        | Ganador                            |
| Plata      | 2.º puesto                         |
| Bronce     | 3.er puesto                        |
| Verde      | Finalizó en los puntos             |
| Azul       | Finalizó sin puntos                |
| Azul       | NC - No clasificado                |
| Violeta    | Ret - No terminó                   |
| Rojo       | DNQ - No se clasificó              |
| Rojo       | DNPQ - No se preclasificó          |
| Negro      | DSQ - Descalificado                |
| Blanco     | DNS - No empezó                    |
| Blanco     | WD - Retirado                      |
| Blanco     | C - Carrera cancelada              |
| Azul claro | TD - Entrenamientos libres (2003-) |
| Sin color  | DNP - Inscrito, pero no participó  |
| Sin color  | INJ - Inscrito, pero lesionado     |
| Sin color  | EX - Excluido                      |

| Estado  | Resultado                                                                             |
| ------- | ------------------------------------------------------------------------------------- |
| Negrita | Pole position                                                                         |
| Cursiva | Vuelta rápida                                                                         |
| 1-8     | Posiciones puntuables de clasificación sprint (2021-)                                 |
| †       | No acabó el Gran Premio, pero fue clasificado ya que completó el porcentaje necesario |
| ‡       | Monoplaza compartido                                                                  |
| ~       | Se otorgó la mitad de puntos ya que no se cumplió con el 75% de la carrera            |
| ≠       | No obtuvo puntos ya que era piloto invitado                                           |
| F2      | Inscrito para carrera de Fórmula 2, no sumaba puntos                                  |

Fuente: Fórmula 1.

### Campeonato de Constructores
| Pos. | Constructor                  | N.º | BHR | ARA | AUS | EMI  | MIA | ESP | MON | AZE | CAN | GBR | AUT  | FRA | HUN | BEL | NED | ITA | SIN | JPN | USA | MEX | SÃO  | ABU | Puntos |
| ---- | ---------------------------- | --- | --- | --- | --- | ---- | --- | --- | --- | --- | --- | --- | ---- | --- | --- | --- | --- | --- | --- | --- | --- | --- | ---- | --- | ------ |
| 1    | Red Bull-RBPT                | 1   | 19† | 1   | Ret | 1    | 1   | 1   | 3   | 1   | 1   | 7   | 21   | 1   | 1   | 1   | 1   | 1   | 7   | 1   | 1   | 1   | 64   | 1   | 759    |
| 1    | Red Bull-RBPT                | 11  | 18† | 4   | 2   | 23   | 4   | 2   | 1   | 2   | Ret | 2   | Ret5 | 4   | 5   | 2   | 5   | 6   | 1   | 2   | 4   | 3   | 75   | 3   | 759    |
| 2    | Ferrari                      | 16  | 1   | 2   | 1   | 62   | 2   | Ret | 4   | Ret | 5   | 4   | 12   | Ret | 6   | 6   | 3   | 2   | 2   | 3   | 3   | 6   | 46   | 2   | 554    |
| 2    | Ferrari                      | 55  | 2   | 3   | Ret | Ret4 | 3   | 4   | 2   | Ret | 2   | 1   | Ret3 | 5   | 4   | 3   | 8   | 4   | 3   | Ret | Ret | 5   | 32   | 4   | 554    |
| 3    | Mercedes                     | 44  | 3   | 10  | 4   | 13   | 6   | 5   | 8   | 4   | 3   | 3   | 38   | 2   | 2   | Ret | 4   | 5   | 9   | 5   | 2   | 2   | 23   | 18† | 515    |
| 3    | Mercedes                     | 63  | 4   | 5   | 3   | 4    | 5   | 3   | 5   | 3   | 4   | Ret | 4    | 3   | 3   | 4   | 2   | 3   | 14  | 8   | 5   | 4   | 1    | 5   | 515    |
| 4    | Alpine-Renault               | 14  | 9   | Ret | 17  | Ret  | 11  | 9   | 7   | 7   | 9   | 5   | 10   | 6   | 8   | 5   | 6   | Ret | Ret | 7   | 7   | 19† | 5    | Ret | 173    |
| 4    | Alpine-Renault               | 31  | 7   | 6   | 7   | 14   | 8   | 7   | 12  | 10  | 6   | Ret | 56   | 8   | 9   | 7   | 9   | 11  | Ret | 4   | 11  | 8   | 8    | 7   | 173    |
| 5    | McLaren-Mercedes             | 3   | 14  | Ret | 6   | 186  | 13  | 12  | 13  | 8   | 11  | 13  | 9    | 9   | 15  | 15  | 17  | Ret | 5   | 11  | 16  | 7   | Ret  | 9   | 159    |
| 5    | McLaren-Mercedes             | 4   | 15  | 7   | 5   | 35   | Ret | 8   | 6   | 9   | 15  | 6   | 7    | 7   | 7   | 12  | 7   | 7   | 4   | 10  | 6   | 9   | Ret7 | 6   | 159    |
| 6    | Alfa Romeo-Ferrari           | 24  | 10  | 11  | 11  | 15   | Ret | Ret | 16  | Ret | 8   | Ret | 14   | 16† | 13  | 14  | 16  | 10  | Ret | 16  | 12  | 13  | 12   | 12  | 55     |
| 6    | Alfa Romeo-Ferrari           | 77  | 6   | Ret | 8   | 57   | 7   | 6   | 9   | 11  | 7   | Ret | 11   | 14  | 20† | Ret | Ret | 13  | 11  | 15  | Ret | 10  | 9    | 15  | 55     |
| 7    | Aston Martin Aramco-Mercedes | 5   |     |     | Ret | 8    | 17† | 11  | 10  | 6   | 12  | 9   | 17   | 11  | 10  | 8   | 14  | Ret | 8   | 6   | 8   | 14  | 11   | 10  | 55     |
| 7    | Aston Martin Aramco-Mercedes | 18  | 12  | 13  | 12  | 10   | 10  | 15  | 14  | 16† | 10  | 11  | 13   | 10  | 11  | 11  | 10  | Ret | 6   | 12  | Ret | 15  | 10   | 8   | 55     |
| 7    | Aston Martin Aramco-Mercedes | 27  | 17  | 12  |     |      |     |     |     |     |     |     |      |     |     |     |     |     |     |     |     |     |      |     | 55     |
| 8    | Haas-Ferrari                 | 20  | 5   | 9   | 14  | 98   | 16† | 17  | Ret | Ret | 17  | 10  | 87   | Ret | 16  | 16  | 15  | 16  | 12  | 14  | 9   | 17  | Ret8 | 17  | 37     |
| 8    | Haas-Ferrari                 | 47  | 11  | WD  | 13  | 17   | 15  | 14  | Ret | 14  | Ret | 8   | 6    | 15  | 14  | 17  | 13  | 12  | 13  | 17  | 15  | 16  | 13   | 16  | 37     |
| 9    | AlphaTauri-RBPT              | 10  | Ret | 8   | 9   | 12   | Ret | 13  | 11  | 5   | 14  | Ret | 15   | 12  | 12  | 9   | 11  | 8   | 10  | 18  | 14  | 11  | 14   | 14  | 35     |
| 9    | AlphaTauri-RBPT              | 22  | 8   | DNS | 15  | 7    | 12  | 10  | 17  | 13  | Ret | 14  | 16   | Ret | 19  | 13  | Ret | 14  | Ret | 13  | 10  | Ret | 17   | 11  | 35     |
| 10   | Williams-Mercedes            | 6   | 16  | Ret | 16  | 16   | 14  | 16  | 15  | 15  | 16  | 12  | Ret  | Ret | 18  | 18  | 18  | 15  | Ret | 9   | 17  | 18  | 16   | 19† | 8      |
| 10   | Williams-Mercedes            | 23  | 13  | 14† | 10  | 11   | 9   | 18  | Ret | 12  | 13  | Ret | 12   | 13  | 17  | 10  | 12  | WD  | Ret | Ret | 13  | 12  | 15   | 13  | 8      |
| 10   | Williams-Mercedes            | 45  |     |     |     |      |     |     |     |     |     |     |      |     |     |     |     | 9   |     |     |     |     |      |     | 8      |
| Pos. | Constructor                  | N.º | BHR | ARA | AUS | EMI  | MIA | ESP | MON | AZE | CAN | GBR | AUT  | FRA | HUN | BEL | NED | ITA | SIN | JPN | USA | MEX | SÃO  | ABU | Puntos |

| Color      | Resultado                          |
| ---------- | ---------------------------------- |
| Oro        | Ganador                            |
| Plata      | 2.º puesto                         |
| Bronce     | 3.er puesto                        |
| Verde      | Finalizó en los puntos             |
| Azul       | Finalizó sin puntos                |
| Azul       | NC - No clasificado                |
| Violeta    | Ret - No terminó                   |
| Rojo       | DNQ - No se clasificó              |
| Rojo       | DNPQ - No se preclasificó          |
| Negro      | DSQ - Descalificado                |
| Blanco     | DNS - No empezó                    |
| Blanco     | WD - Retirado                      |
| Blanco     | C - Carrera cancelada              |
| Azul claro | TD - Entrenamientos libres (2003-) |
| Sin color  | DNP - Inscrito, pero no participó  |
| Sin color  | INJ - Inscrito, pero lesionado     |
| Sin color  | EX - Excluido                      |

| Estado  | Resultado                                                                             |
| ------- | ------------------------------------------------------------------------------------- |
| Negrita | Pole position                                                                         |
| Cursiva | Vuelta rápida                                                                         |
| 1-8     | Posiciones puntuables de clasificación sprint (2021-)                                 |
| †       | No acabó el Gran Premio, pero fue clasificado ya que completó el porcentaje necesario |
| ‡       | Monoplaza compartido                                                                  |
| ~       | Se otorgó la mitad de puntos ya que no se cumplió con el 75% de la carrera            |
| ≠       | No obtuvo puntos ya que era piloto invitado                                           |
| F2      | Inscrito para carrera de Fórmula 2, no sumaba puntos                                  |

Fuente: Fórmula 1.

### Estadísticas del Campeonato de Pilotos
| Pos. | Piloto           | Escudería           | Grandes Premios | Victorias | Podios | Poles | Vueltas rápidas | Vueltas lideradas | Puntos |
| ---- | ---------------- | ------------------- | --------------- | --------- | ------ | ----- | --------------- | ----------------- | ------ |
| 1    | Max Verstappen   | Red Bull            | 22              | 15        | 17     | 7     | 5               | 498               | 454    |
| 2    | Charles Leclerc  | Ferrari             | 22              | 3         | 11     | 9     | 3               | 310               | 308    |
| 3    | Sergio Pérez     | Red Bull            | 22              | 2         | 11     | 1     | 3               | 147               | 305    |
| 4    | George Russell   | Mercedes            | 22              | 1         | 8      | 1     | 4               | 28                | 275    |
| 5    | Carlos Sainz Jr. | Ferrari             | 22              | 1         | 9      | 3     | 2               | 72                | 246    |
| 6    | Lewis Hamilton   | Mercedes            | 22              |           | 9      |       | 2               | 36                | 240    |
| 7    | Lando Norris     | McLaren             | 22              |           | 1      |       | 2               |                   | 122    |
| 8    | Esteban Ocon     | Alpine              | 22              |           |        |       |                 |                   | 92     |
| 9    | Fernando Alonso  | Alpine              | 22              |           |        |       |                 | 1                 | 81     |
| 10   | Valtteri Bottas  | Alfa Romeo          | 22              |           |        |       |                 |                   | 49     |
| 11   | Daniel Ricciardo | McLaren             | 22              |           |        |       |                 |                   | 37     |
| 12   | Sebastian Vettel | Aston Martin Aramco | 20              |           |        |       |                 | 2                 | 37     |
| 13   | Kevin Magnussen  | Haas                | 22              |           |        | 1     |                 |                   | 25     |
| 14   | Pierre Gasly     | AlphaTauri          | 22              |           |        |       |                 |                   | 23     |
| 15   | Lance Stroll     | Aston Martin Aramco | 22              |           |        |       |                 |                   | 18     |
| 16   | Mick Schumacher  | Haas                | 22 (21)         |           |        |       |                 |                   | 12     |
| 17   | Yuki Tsunoda     | AlphaTauri          | 22 (21)         |           |        |       |                 |                   | 12     |
| 18   | Guanyu Zhou      | Alfa Romeo          | 22              |           |        |       | 1               |                   | 6      |
| 19   | Alexander Albon  | Williams            | 21              |           |        |       |                 |                   | 4      |
| 20   | Nicholas Latifi  | Williams            | 22              |           |        |       |                 |                   | 2      |
| 21   | Nyck de Vries    | Williams            | 1               |           |        |       |                 |                   | 2      |
| 22   | Nico Hülkenberg  | Aston Martin Aramco | 2               |           |        |       |                 |                   | 0      |

### Estadísticas del Campeonato de Constructores
| Pos. | Constructor         | Chasis | Motor    | Grandes Premios | Victorias | Podios | Poles | Vueltas rápidas | Vueltas lideradas | Puntos |
| ---- | ------------------- | ------ | -------- | --------------- | --------- | ------ | ----- | --------------- | ----------------- | ------ |
| 1    | Red Bull            | RB18   | RBPT     | 22              | 17        | 28     | 8     | 8               | 645               | 759    |
| 2    | Ferrari             | F1-75  | Ferrari  | 22              | 4         | 20     | 12    | 5               | 382               | 554    |
| 3    | Mercedes            | W13    | Mercedes | 22              | 1         | 17     | 1     | 6               | 64                | 515    |
| 4    | Alpine              | A522   | Renault  | 22              |           |        |       |                 | 1                 | 173    |
| 5    | McLaren             | MCL36  | Mercedes | 22              |           | 1      |       | 2               |                   | 159    |
| 6    | Alfa Romeo          | C42    | Ferrari  | 22              |           |        |       | 1               |                   | 55     |
| 7    | Aston Martin Aramco | AMR22  | Mercedes | 22              |           |        |       |                 | 2                 | 55     |
| 8    | Haas                | VF-22  | Ferrari  | 22              |           |        | 1     |                 |                   | 37     |
| 9    | AlphaTauri          | AT03   | RBPT     | 22              |           |        |       |                 |                   | 35     |
| 10   | Williams            | FW44   | Mercedes | 22              |           |        |       |                 |                   | 8      |

### Citas
1. ↑  «Verstappen usará el dorsal '1' en 2022 si gana el Mundial este año». SoyMotor.com. 11 de noviembre de 2021. Consultado el 12 de diciembre de 2021.
2. 1 2  «El motor del Mercedes W13 de 2022 ya ha 'nacido'». SoyMotor.com. 23 de noviembre de 2021. Consultado el 23 de diciembre de 2021.
3. ↑  «El campeón sigue: Lewis Hamilton extendió su contrato con Mercedes hasta 2023». Clarin.com. 3 de julio de 2021. Consultado el 3 de julio de 2021.
4. ↑  Sáez, Juanjo (21 de noviembre de 2022). «Test de F1 en Abu Dhabi: qué pilotos, a qué hora el martes, y más». es.motorsport.com. Motorsport Network. Consultado el 22 de noviembre de 2022.
5. 1 2  «George Russell, el nuevo compañero de equipo de Lewis Hamilton». Automundo.com.ar. Consultado el 7 de septiembre de 2021.
6. 1 2  «Horner explains why the Red Bull RB17 will 'never exist'». RacingNews365.com (en inglés). 22 de septiembre de 2021. Consultado el 24 de diciembre de 2021.
7. ↑  «DRIVER MARKET: Verstappen commits to Red Bull until the end of 2023». Fórmula 1 (en inglés). Formula One World Championship Limited. 7 de enero de 2020. Consultado el 9 de julio de 2020.
8. ↑  «Balance 2022 • STATS F1». STATS F1. Consultado el 20 de mayo de 2022.
9. ↑  «OFICIAL:Sergio Pérez se queda en Red Bull para 2022». SoyMotor.com. 27 de agosto de 2021. Consultado el 27 de agosto de 2021.
10. ↑  AS Motor (1 de febrero de 2022). «El Ferrari de 2022 será el F1-75». As. Consultado el 1 de febrero de 2022.
11. ↑  Rodríguez, Roberto (23 de diciembre de 2019). «¡Oficial! Ferrari hace su apuesta con los pilotos: renueva a Charles Leclerc por cinco años y le triplica el sueldo». MotorPasion.com. Consultado el 9 de julio de 2020.
12. ↑  Marchi, Fabio (15 de mayo de 2020). «Oficial: Carlos Sainz ficha por Ferrari para 2021». Mundo Deportivo. Consultado el 9 de julio de 2020.
13. 1 2  «TRIPLE THREAT». McLaren (en inglés). 3 de julio de 2021. Consultado el 24 de diciembre de 2021. «...we already have MCL36 test parts in manufacture, as well as components that require a longer lead time to manufacture such as the chassis and gearbox casing.»
14. ↑  de Celis, Jose Carlos (28 de septiembre de 2019). «Oficial: McLaren volverá a llevar motores Mercedes en la F1 2021». es.motorsport.com. Consultado el 9 de julio de 2020.
15. ↑  Castillo, Nicolas (14 de mayo de 2020). «OFICIAL: Daniel Ricciardo y Lando Norris pilotos de McLaren en 2021». FormulaNitro.com. Consultado el 9 de julio de 2020.
16. ↑  Ruiz, José Luis (19 de mayo de 2021). «OFICIAL: McLaren renueva a Norris». Marca.com. Archivado desde el original el 19 de mayo de 2021. Consultado el 19 de mayo de 2021.
17. ↑  «Nace el Alpine A522: así suena el motor del coche de Alonso y Ocon». SoyMotor.com. Consultado el 21 de enero de 2022.
18. ↑  «Oficial: Fernando Alonso renueva con Alpine hasta 2022». Marca.com. 26 de agosto de 2021. Archivado desde el original el 26 de agosto de 2021. Consultado el 27 de agosto de 2021.
19. ↑  Rodríguez García, Cristian (16 de junio de 2021). «OFICIAL: Alpine renueva a Esteban Ocon hasta 2024». F1AlDía.com. Consultado el 16 de junio de 2021.
20. 1 2  AlphaTauriF1. «Season 2022: first step completed for the AT03. While there is a lot going on in our factory in Faenza, we've passed the #F1 crash tests!» (tuit)  – via X/Twitter.
21. 1 2  «AlphaTauri revela su alineación de pilotos para 2022». Car and Driver. Consultado el 7 de septiembre de 2021.
22. 1 2  Aston Martin Cognizant F1 Team [@AstonMartinF1] (14 de enero de 2022). «The journey continues. 10.02.22. #AMR22» (tuit) (en inglés). Consultado el 14 de enero de 2021 – via X/Twitter.
23. ↑  «CONFIRMED: Vettel to make sensational Racing Point switch in 2021 as they re-brand as Aston Martin». Fórmula 1 (en inglés). Formula One World Championship Limited. 10 de septiembre de 2020. Consultado el 10 de septiembre de 2020.
24. ↑  «Aston Martin F1 confirma a Vettel y Stroll como pilotos para 2022». Motorsport.com. Rodrigo García Vita. 16 de septiembre de 2021. Consultado el 16 de septiembre de 2021.
25. 1 2  «Vettel da positivo en covid-19, Hülkenberg le sustituirá en Baréin». SoyMotor.com. Ana Vázquez. 17 de marzo de 2022. Consultado el 17 de marzo de 2022.
26. 1 2  «Williams announce launch date for 2022 FW44 challenger». Fórmula 1 (en inglés). Formula One World Championship Limited. 8 de febrero de 2022. Consultado el 9 de febrero de 2022.
27. 1 2 3  «¡Alex Albon vuelve a la F1 para 2022 con Williams!». Motorsport.com. Archivado desde el original el 19 de septiembre de 2021. Consultado el 8 de septiembre de 2021.
28. 1 2  Sanz, Miguel (10 de septiembre de 2022). «Entra Nyck de Vries por Albon, con apendicitis». Marca. Consultado el 10 de septiembre de 2022.
29. 1 2  «ALFA ROMEO LAUNCHES 2021 F1 CAR AND REVISED LIVERY». TheRace.com (en inglés). 22 de febrero de 2021. Consultado el 24 de diciembre de 2021. «With those rules postponed to 2022, Alfa opted to keep the C40 model number attached to the project, and thus christened the actual 2021 car the C41.»
30. 1 2  Martínez, Sergio (16 de noviembre de 2021). «Alfa Romeo F1 confirma a Guanyu Zhou para 2022». Car and Driver. Consultado el 16 de noviembre de 2021.
31. ↑  «F1 pre-season running 2022: Who is driving on Day 1 in Spain?». Fórmula 1 (en inglés). Formula One World Championship Limited. 23 de febrero de 2022. Consultado el 26 de febrero de 2022.
32. 1 2  «Bottas será piloto de Alfa Romeo en la Fórmula 1 2022». Motorsport.com. Archivado desde el original el 6 de septiembre de 2021. Consultado el 6 de septiembre de 2021.
33. ↑  «Haas homologates chassis as Merc fires up for ’22». Racer.com (en inglés). 23 de diciembre de 2021. Consultado el 24 de diciembre de 2021.
34. 1 2  «Kevin Magnussen to make sensational F1 return with Haas in 2022». Fórmula 1 (en inglés). Formula One World Championship Limited. 9 de marzo de 2022. Consultado el 9 de marzo de 2022.
35. ↑  «Who’s driving on Day 1 of Bahrain’s Official Pre-Season Test?». Fórmula 1 (en inglés). Formula One World Championship Limited. 10 de marzo de 2022. Consultado el 10 de marzo de 2022.
36. ↑  «Haas confirm Schumacher and Mazepin for 2022». Fórmula 1 (en inglés). Formula One World Championship Limited. 23 de septiembre de 2021. Consultado el 23 de septiembre de 2021.
37. ↑  «2022 FIA FORMULA ONE WORLD CHAMPIONSHIP ENTRY LIST». Fédération Internationale de l'Automobile (en inglés). Consultado el 10 de febrero de 2022.
38. ↑  «2022 Bahrain Grand Prix – Entry List» (PDF). Fédération Internationale de l'Automobile (en inglés). Consultado el 25 de marzo de 2022.
• «2022 Saudi Arabian Grand Prix – Entry List» (PDF). Fédération Internationale de l'Automobile (en inglés). Consultado el 25 de marzo de 2022.
• «2022 Australian Grand Prix – Entry List» (PDF). Fédération Internationale de l'Automobile (en inglés). Consultado el 7 de abril de 2022.
• «2022 Emilia Romagna Grand Prix – Entry List» (PDF). Fédération Internationale de l'Automobile (en inglés). Consultado el 22 de abril de 2022.
• «2022 Miami Grand Prix – Entry List» (PDF). Fédération Internationale de l'Automobile (en inglés). Consultado el 6 de mayo de 2022.
• «2022 Spanish Grand Prix – Entry List» (PDF). Fédération Internationale de l'Automobile (en inglés). Consultado el 20 de mayo de 2022.
• «2022 Monaco Grand Prix – Entry List» (PDF). Fédération Internationale de l'Automobile (en inglés). Consultado el 28 de mayo de 2022.
• «2022 Azerbaijan Grand Prix – Entry List» (PDF). Fédération Internationale de l'Automobile (en inglés). Consultado el 10 de junio de 2022.
• «2022 Canadian Grand Prix – Entry List» (PDF). Fédération Internationale de l'Automobile (en inglés). Consultado el 17 de junio de 2022.
• «2022 British Grand Prix – Entry List» (PDF). Fédération Internationale de l'Automobile (en inglés). Consultado el 1 de julio de 2022.
• «2022 Austrian Grand Prix – Entry List» (PDF). Fédération Internationale de l'Automobile (en inglés). Consultado el 8 de julio de 2022.
• «2022 French Grand Prix – Entry List» (PDF). Fédération Internationale de l'Automobile (en inglés). Consultado el 22 de julio de 2022.
• «2022 Hungarian Grand Prix – Entry List» (PDF). Fédération Internationale de l'Automobile (en inglés). Consultado el 29 de julio de 2022.
• «2022 Belgian Grand Prix – Entry List» (PDF). Fédération Internationale de l'Automobile (en inglés). Consultado el 26 de agosto de 2022.
• «2022 Dutch Grand Prix – Entry List» (PDF). Fédération Internationale de l'Automobile (en inglés). Consultado el 2 de septiembre de 2022.
• «2022 Italian Grand Prix – Entry List» (PDF). Fédération Internationale de l'Automobile (en inglés). Consultado el 9 de septiembre de 2022.
• «2022 Singapore Grand Prix – Entry List» (PDF). Fédération Internationale de l'Automobile (en inglés). Consultado el 30 de septiembre de 2022.
• «2022 Japanese Grand Prix – Entry List» (PDF). Fédération Internationale de l'Automobile (en inglés). Consultado el 7 de octubre de 2022.
• «2022 United States Grand Prix – Entry List» (PDF). Fédération Internationale de l'Automobile (en inglés). Consultado el 21 de octubre de 2022.
• «2022 Mexico City Grand Prix – Entry List» (PDF). Fédération Internationale de l'Automobile (en inglés). Consultado el 28 de octubre de 2022.
• «2022 Brazilian Grand Prix – Entry List» (PDF). Fédération Internationale de l'Automobile (en inglés). Consultado el 11 de noviembre de 2022.
• «2022 Abu Dhabi Grand Prix – Entry List» (PDF). Fédération Internationale de l'Automobile (en inglés). Consultado el 18 de noviembre de 2022.
39. ↑  «El GP de Miami de Fórmula 1 confirma su fecha para 2022». lat.motorsport.com. Consultado el 15 de octubre de 2021.
40. ↑  Martínez, Sergio (15 de octubre de 2021). «Calendario F1 2022: Todas las fechas definitivas». Car and Driver. Consultado el 15 de octubre de 2021.
41. 1 2  «Formula 1 to hold three Sprint events in 2022 – with more points on offer». Fórmula 1 (en inglés). Formula One World Championship Limited. 14 de febrero de 2022. Consultado el 14 de febrero de 2022.
42. ↑  PERÚ, Empresa Peruana de Servicios Editoriales S. A. EDITORA. «La F1 rompe definitivamente su contrato con el promotor del GP de Rusia». andina.pe. Consultado el 3 de marzo de 2022.
43. ↑  Bernal, Raúl (18 de mayo de 2022). «La Fórmula 1 confirmó que no reemplazará al Gran Premio de Rusia». RíoNegro.com.ar. Consultado el 19 de mayo de 2022.
44. ↑  Slafer, Tomás (1 de septiembre de 2021). «OFICIAL: Kimi Räikkönen se retira de la F1». SoyMotor.com. Consultado el 1 de septiembre de 2021.
45. ↑  «El equipo Haas de Fórmula 1 despidió a Nikita Mazepin y rompió el contrato con su principal patrocinador ruso». Infobae. 5 de marzo de 2022. Consultado el 5 de marzo de 2022.
46. ↑  Muñoz, Jesús (3 de febrero de 2022). «Aston Martin se asocia con Aramco y cambia el nombre del equipo». SoyMotor.com. Consultado el 3 de febrero de 2022.
47. ↑  Harris, Rob (9 de febrero de 2022). «Red Bull F1 clinches new $500M title sponsorship with Oracle». FairFieldCitizenOnline.com (en inglés). Archivado desde el original el 9 de febrero de 2022. Consultado el 9 de febrero de 2022.
48. ↑  Vázquez, Ana (11 de febrero de 2022). «OFICIAL: el rosa de BWT llega al Alpine». SoyMotor.com. Consultado el 11 de febrero de 2022.
49. ↑  «F1: Haas corta lazos con Uralkali durante el Circuito de Cataluña | Video». Aristegui Noticias. Consultado el 26 de febrero de 2022.
50. ↑  «Red Bull agree deal to run Honda engine technology until 2025 | Formula 1®». www.formula1.com (en inglés). Consultado el 5 de abril de 2021.
51. ↑  Canseco, Marco (21 de enero de 2022). «El Haas VF-22 ya está presente en Barcelona pero no se parece al que mostraron». Marca. Consultado el 4 de marzo de 2022.
52. ↑  Galán, Mario (3 de febrero de 2022). «Red Bull revela la fecha de presentación de su F1 de 2022». es.motorsport.com. Motorsport Network. Consultado el 3 de febrero de 2022.
53. 1 2  «Aston Martin anuncia el día de presentación de su F1 de 2022». es.motorsport.com. Consultado el 14 de enero de 2022.
54. ↑  «McLaren anuncia la fecha de presentación de su coche de F1 2022». Motorsport.com. 17 de enero de 2022. Consultado el 17 de enero de 2022.
55. ↑  Vázquez, Ana (26 de enero de 2022). «AlphaTauri anuncia la fecha de presentación de su coche de 2022». SoyMotor.com. Consultado el 26 de enero de 2022.
56. ↑  «Ferrari revela la fecha de presentación del coche de Sainz y Leclerc 2022». es.motorsport.com. Consultado el 17 de enero de 2022.
57. ↑  «Mercedes desvela la fecha de presentación del W13 para la F1 2022». es.motorsport.com. Consultado el 18 de enero de 2022.
58. ↑  del Pozo, M. A. (26 de enero de 2022). «El Alpine A522 verá la luz el próximo 21 de febrero». As. Consultado el 26 de enero de 2022.
59. ↑  «Guía completa F1 2022: presentaciones, test, calendario, equipos y pilotos». Motor.es. 28 de diciembre de 2021. Consultado el 30 de diciembre de 2021.
60. ↑  «Ferrari lead the way with 1-2-3 in busy post-season Abu Dhabi test». Fórmula 1 (en inglés). Formula One World Championship Limited. 22 de noviembre de 2022. Consultado el 22 de noviembre de 2022.
61. ↑  «Formula 1 announces 23-race calendar for 2022». Fórmula 1 (en inglés). Formula One World Championship Limited. 15 de octubre de 2021. Consultado el 15 de octubre de 2021.
62. ↑  «2022 TYRE COMPOUND CHOICES – BAHRAIN, SAUDI ARABIA, AUSTRALIA». Pirelli & C. S.p.A. (en inglés). 7 de marzo de 2022. Consultado el 16 de marzo de 2022.
63. ↑  «2022 RACE RESULTS». Fórmula 1 (en inglés). Formula One World Championship Limited. Consultado el 20 de marzo de 2022.
64. ↑  «2022 Driver Standings». Fórmula 1 (en inglés). Formula One World Championship Limited. Consultado el 10 de mayo de 2022.
65. ↑  «2022 Constructor Standings». Fórmula 1 (en inglés). Formula One World Championship Limited. Consultado el 10 de mayo de 2022.